# Five Days (serie televisiva)
Five Days è una serie televisiva britannica prodotta da BBC in collaborazione con HBO. La prima stagione è stata trasmessa su BBC One dal 23 gennaio al 1º febbraio 2007.
La prima stagione segue cinque giorni non consecutivi (giorni 1, 3, 28, 33 e 79) di un’indagine di polizia sulla scomparsa di una giovane madre e dei suoi due figli. È sceneggiata da Gwyneth Hughes e diretta da Otto Bathurst e Simon Curtis. La colonna sonora è composta da Magnus Fiennes.
Una seconda stagione è andata in onda dal 1º al 5 marzo 2010.
In Italia è stata trasmessa dall'11 dicembre 2008 al 4 giugno 2010 su Fox Crime.

## Episodi
| Stagione         | Episodi | Prima TV UK | Prima TV Italia |
| ---------------- | ------- | ----------- | --------------- |
| Prima stagione   | 5       | 2007        | 2008            |
| Seconda stagione | 5       | 2010        | 2010            |

## Personaggi e interpreti

### Stagione 1
- Matt Wellings, interpretato da David Oyelowo, doppiato da Roberto Draghetti.
- Barbara Poole, interpretata da Penelope Wilton, doppiata da Lorenza Biella.
- Iain Barclay, interpretato da Hugh Bonneville, doppiato da Stefano Mondini.
Ispettore capo della polizia.
- Vic Marsham, interpretato da Edward Woodward.
- Sarah Wheeler, interpretata da Sarah Smart.
- Amy Foster, interpretata da Janet McTeer, doppiata da Pinella Dragani.
Sergente di polizia.
- John Poole, interpretato da Patrick Malahide.
- Simone Farnes, interpretata da Nikki Amuka-Bird.
Agente di polizia.
- Gary Machin, interpretato da Doug Allen.
- Defne Topcu, interpretata da Michelle Bonnard, doppiata da Monica Ward.
- Kyle Betts, interpretato da Rory Kinnear.
- Hazel Betts, interpretata da Margot Leicester.
- Tanya Wellings, interpretata da Lucinda Dryzek, doppiata da Eleonora Reti.
- Ethan Wellings, interpretato da Lee Massey.
- Rosie Wellings, interpretata da Tyler Anthony.
- Josh Fairley, interpretato da Al Weaver.

### Stagione 2
- Laurie Franklin, interpretata da Suranne Jones, doppiata da Emilia Costa.
- Mal Craig, interpretato da David Morrissey, doppiato da Andrea Lavagnino.
Ispettore di polizia.
- Gerard Hopkirk, interpretato da Bernard Hill.
- Jen Mason, interpretata da Anne Reid, doppiata da Lorenza Biella.
- Jim Carpenter, interpretato da Hugo Speer, doppiato da Sergio Luzi.
Maggiore.
- Don Parker, interpretato da Shaun Dooley.
Sergente
- Bilal Choudry, interpretato da Navin Chowdhry.
- Nick Durden, interpretato da Derek Riddell.
- Colly Trent, interpretata da Nina Sosanya, doppiata da Alessandra Cassioli.
- Nusrat Preston, interpretata da Shivani Ghai.
- Danny Preston, interpretato da Matthew McNulty, doppiato da Marco Vivio.
- Khalil Akram, interpretato da Sacha Dhawan.
- Maureen Hardy, interpretato da Pooky Quesnel.
- Pat Dowling, interpretato da Steve Evets.
- Jamal Matthews, interpretato da Ashley Walters.
- Ibra Akram, interpretato da Aaron Neil, doppiato da Pasquale Anselmo.

## Produzione
Nell'agosto 2009 l'Ecclesbourne Valley Railway a Wirksworth, Derbyshire è servita per girare la seconda stagione, con protagonisti Suranne Jones, Anne Reid, Bernard Hill, Matthew McNulty, Ashley Walters, David Morrissey, Chris Fountain, Nina Sosanya e Derek Riddell. La stazione di Wirksworth è divenuta la stazione fittizia di Castlebury a Yorkshire.
Molto luoghi del West Yorkshire e alcuni in North Yorkshire sono stati utilizzati per le riprese: diverse scene alla Wakefield Kirkgate railway station con la strada principale, vicino alla stazione, chiusa per una periodo, mentre veniva girato un inseguimento.